# Jardin botanique de l'université d'Oulu

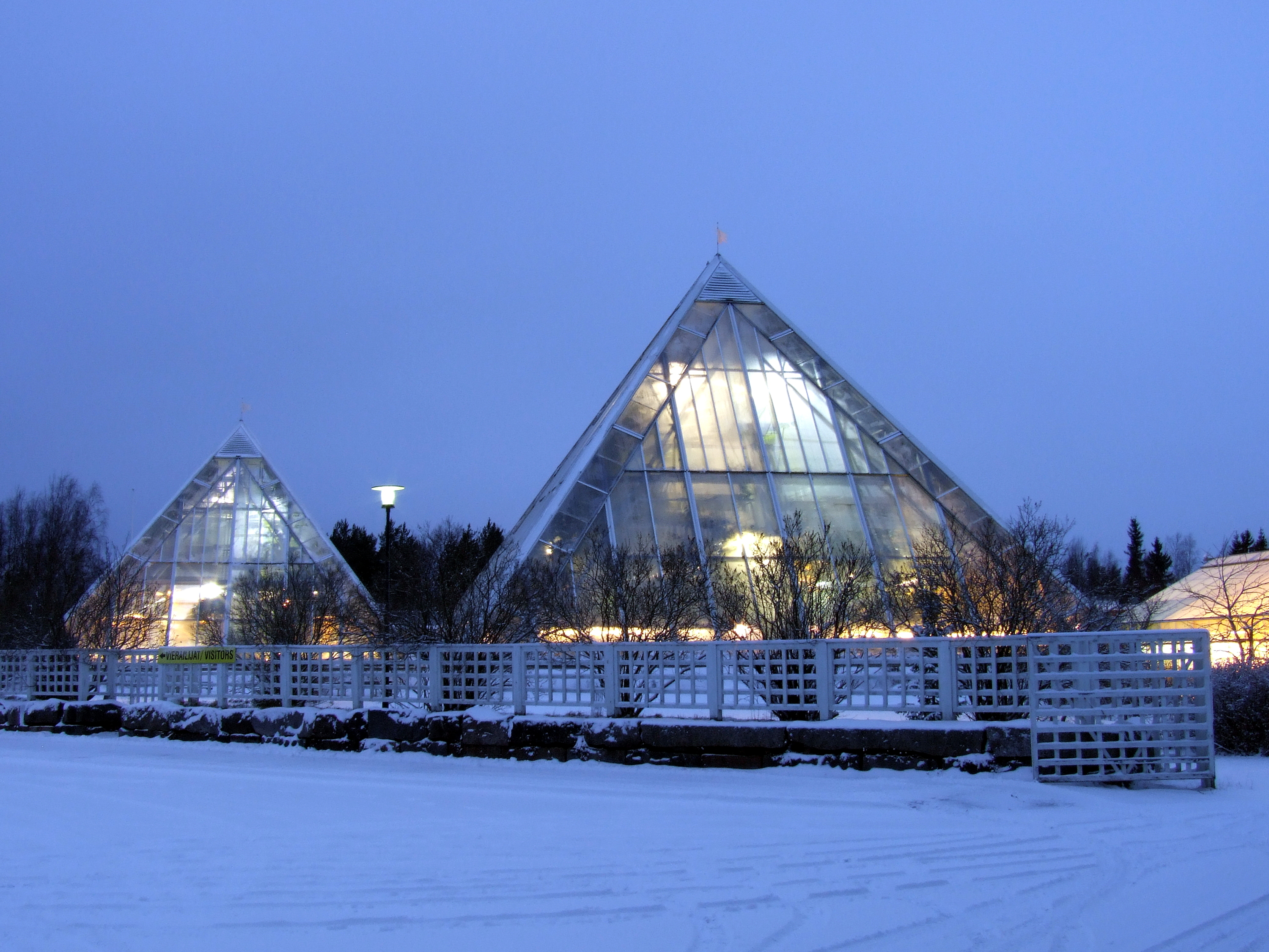
Serres des Jardins botaniques.

Le jardin botanique de l'université d'Oulu  (en finnois : Oulun yliopiston kasvitieteellinen puutarha) est situé dans le quartier de Linnanmaa de la ville d'Oulu en Finlande.

## Présentation
Le jardin est dans le campus principal de l'université d'Oulu au bord du lac Kuivasjärvi. 
Le jardin a été déplacé en 1983 des îles Hupisaaret aux quartier de Linnanmaa.
Il fait partie du département de biologie de l'université.
La surface totale du jardin est de 16 hectares.
Les plantes ne supportant pas le climat local poussent dans deux serres nommées Roméo et Juliette.